# Paradise by the River
Paradise by the River est le nom d'un complexe de trois gratte-ciel résidentiels situés à Chongqing en Chine. Les trois immeubles sont identiques et s'élèvent à 207 mètres pour 54 étages. La construction du complexe a débuté en 2001. Les deux premières tours ont été achevées en 2005 et la dernière en 2007.